# 卢潜
卢潜（?—?），范阳涿县（今河北省涿州市）人，出自范阳卢氏北祖第四房，北魏、东魏、北齐官员。

## 生平
祖父卢尚之曾擔任北魏济州刺史。父卢文符，官通直侍郎。卢潜早年有大志。被仪同贺拔胜聘為开府行参军，後补侍御史。後來擔任大将军西阁祭酒，转中外府中兵参军。高澄谓左右曰：“我有卢潜，便是更得一王思政。”
魏收完成《魏书》后，卢斐、李庶、王松年、卢潜都说《魏书》没有秉笔直书而争辩，《魏书》记载王慧龙“自称”太原人，又记载王琼不擅做事，卢同的传记被附带于卢玄的传记后，李庶的祖父李平是梁国蒙县人且家室贫贱，卢斐等人就是因此才表示争辩，他们对杨愔说：“魏收诬陷毁谤一个朝代，按罪该杀。”卢思道也说：“元魏国史的记载特别不客观。”卢斐和李庶等人与魏收当面互相诋毁污辱，无所不至。杨愔偏袒魏收，所以就报告齐文宣帝高洋，魏收也向齐文宣帝报告说：“臣得罪了强大的家族，将会被刺客暗杀。”齐文宣帝大怒，亲自责问卢斐和李庶，卢斐说：“臣的父亲卢同在元魏出仕，官至仪同，功业显著，名闻天下，与魏收不沾亲，魏收就不给他立传。博陵崔绰，官位仅仅是本郡的功曹，更没有什么事迹，却是魏收母家的亲属，就位于列传的首位。”齐文宣帝说：“崔绰有什么事迹，你给他立传？”魏收回答说：“崔绰虽然没有官爵，名声与道义值得赞许，司空高允曾经为崔绰作赞，称他有道德，臣所以知道。所以放在多人的传记中。”齐文宣帝说：“司空是个才士，为人作赞，自然应当称颂此人。就好比你为人作文章，说好话的难道都是事实？”魏收无以应答，恐惧起来。齐文宣帝看中魏收的文才，不想加罪与他。高德政因为自己家族的传记写的很好，就对齐文宣帝说：“国史定稿后，应当流传天下，人情怎么可能都考虑到？诽谤者应当定重罪，不然事情无法了结。”齐文宣帝因此将卢斐、李庶、王松年、卢潜、卢思道等人定罪诽谤史书，囚禁起来剃光头发鞭打二百下，发配到制造铠甲的作坊里，卢斐和李庶死在临漳县的监狱中。
官至扬州道行台尚书。武平三年，征为五兵尚书。扬州吏民流涕送之。不久再为扬州道行台尚书。與王琳皆为陈将吴明彻所擒，王琳被杀，盧潛被送到建康。不久“闭气而死”。

## 延伸阅读
[在维基数据编辑]
 《北齊書·卷42》，出自李百药《北齊書》